# Lilly King
Lilly King, född 10 februari 1997 i Evansville i Indiana, är en amerikansk simmare som tävlade vid de olympiska sommarspelen 2016 och tog två guldmedaljer. King studerar vid Indiana University och representerar Indiana Hoosiers i NCAA.

## Karriär
King vann två guldmedaljer under de olympiska sommarspelen 2016 (100 meter bröstsim och 4x100 meter medley), i de uppskjutna spelen fem år senare vann hon två silver och ett brons.
I juni 2022 vid VM i Budapest erhöll King ett guld efter att simmat försöksheatet på 4×100 meter mixed medley där USA sedermera tog guld. Hon tog sedan guld på 200 meter bröstsim och blev den andra simmaren efter ryska Julia Jefimova att ta VM-guld på 50, 100 och 200 meter i ett och samma simsätt. King var även en del av USA:s kapplag som tog guld på 4×100 meter medley och tog därmed totalt tre guld vid mästerskapet.
I december 2022 vid kortbane-VM i Melbourne tog King fem medaljer. Individuellt tog hon guld på 100 meter bröstsim, silver på 200 meter bröstsim och brons på 50 meter bröstsim. King var även en del av USA:s kapplag som tog guld och noterade ett nytt världsrekord på 4×100 meter medley samt som tog silver på 4×50 meter medley.
Vid de olympiska sommarspelen 2024 tog King inga individuella medaljer utan hennes bästa placering blev en fjärdeplats på 100 meter bröstsim. Hon var dock en del av det lag som vann guld på 4x100 meter medley, King simmade bröstsimssträckan när USA slog världsrekord i finalen med 3.49,63.

## Världsrekord
| Typ | Distans          | Gren     | Tid     | Tävling                            | Plats            | Datum        | Ålder | Ref    |
| --- | ---------------- | -------- | ------- | ---------------------------------- | ---------------- | ------------ | ----- | ------ |
| VR  | 100 m (långbana) | Bröstsim | 1.04,13 | Världsmästerskapen i simsport 2017 | Budapest, Ungern | 25 juli 2017 | 20    | [ 15 ] |
| VR  | 50 m (långbana)  | Bröstsim | 29,40   | Världsmästerskapen i simsport 2017 | Budapest, Ungern | 30 juli 2017 | 20    | [ 16 ] |

### Fotnoter
1. ↑  Lilly King - Swimming. United States Olympic Committee. Läst 6 januari 2017.
2. ↑  ”Lilly King”. usaswimming.org. USA Swimming. Arkiverad från originalet den 12 november 2016. https://web.archive.org/web/20161112160457/http://www.usaswimming.org/DesktopDefault.aspx?TabId=1453&Alias=Rainbow&Lang=en&biosid=4720fbfb-fada-4c41-97cf-3037e649cd24. Läst 8 augusti 2016.
3. ↑  ”2022 World Aquatics Championships – 4 × 100 metre mixed medley relay – Heats results” (PDF). omegatiming.com. 21 juni 2022. https://www.omegatiming.com/File/00011700000305F70101FFFFFFFFFF01.pdf. Läst 21 juni 2022.
4. ↑  ”2022 World Aquatics Championships – 4 × 100 metre mixed medley relay – Final results” (PDF). omegatiming.com. 21 juni 2022. https://www.omegatiming.com/File/00011700000305F70104FFFFFFFFFF01.pdf. Läst 21 juni 2022.
5. ↑  ”Lilly King Becomes First American With World Titles In 50, 100 & 200m Distances”. swimswam.com. 23 juni 2022. https://swimswam.com/lilly-king-becomes-first-american-with-world-titles-in-50-100-200m-distances/. Läst 25 juni 2022.
6. ↑  ”World Championships: Lilly King Uses Last 50 to Top Jenna Strauch in 200 Breast”. swimmingworldmagazine.com. 23 juni 2022. https://www.swimmingworldmagazine.com/news/world-championships-lilly-king-uses-last-50-to-top-jenna-strauch-in-200-breast/. Läst 25 juni 2022.
7. ↑  ”Lilly King finishes off World Championships with third gold medal”. indystar.com. 25 juni 2022. https://eu.indystar.com/story/sports/2022/06/25/world-championships-2022-lilly-king-swimmer-gold-medal/7725550001/. Läst 25 juni 2022.
8. ↑  ”World Championships, Day Three Finals: Lilly King Wins First Gold In 100 Breaststroke: Ruta Meilutyte DQ’d”. swimmingworldmagazine.com. 15 december 2022. https://www.swimmingworldmagazine.com/news/world-championships-day-three-womens-finals-lilly-king-wins-first-gold-in-100m-breaststroke-ruta-meilutyte-dqd/. Läst 17 december 2022.
9. ↑  ”World Championships, Day Four Finals: Kate Douglass Strikes Gold Medal No. 4 In 200 Breaststroke; Lilly King Makes It A 1-2 Finish For US”. swimmingworldmagazine.com. 16 december 2022. https://www.swimmingworldmagazine.com/news/world-championships-day-4-kate-douglass-strikes-gold-medal-no-4-in-the-200m-breaststroke-and-lilly-king-makes-it-a-1-2-finish-to-the-us/. Läst 17 december 2022.
10. ↑  ”World Championships, Day Six Women’s Finals: Ruta Meilutyte Punctuates Superb Comeback Year With 50 Breaststroke Gold”. swimmingworldmagazine.com. 18 december 2022. https://www.swimmingworldmagazine.com/news/world-championships-day-six-womens-finals-ruta-meilutyte-punctuates-superb-comeback-year-with-50-breaststroke-gold/. Läst 18 december 2022.
11. ↑  ”FLASH WORLD CHAMPIONSHIPS, Day 6, Women’s Finals: US Girls Smash World Record In A Classic 4x100m Medley Duel”. swimmingworldmagazine.com. 18 december 2022. https://www.swimmingworldmagazine.com/news/flash-world-championships-day-6-womens-finals-us-girls-smash-world-record-in-a-classic-4x100m-medley-duel/. Läst 18 december 2022.
12. ↑  ”FLASH! World Championships, Day Five Women’s Finals: Australia Set WR In 4×50 Medley Relay”. swimmingworldmagazine.com. 17 december 2022. https://www.swimmingworldmagazine.com/news/flash-world-championships-day-five-womens-finals-australia-set-wr-in-4x50-medley-relay//. Läst 17 december 2022.
13. ↑  ”KING Lilly”. olympics.com. https://olympics.com/en/paris-2024/athlete/lilly-king_1935932. Läst 4 augusti 2024.
14. ↑  ”Women's 4x100 m medley relay final results”. olympics.com. https://olympics.com/en/paris-2024/results/swimming/women-s-4-x-100m-medley-relay/fnl-000100--. Läst 4 augusti 2024.
15. ↑  ”17th FINA World Championships Women's 100m Breaststroke Final Results”. omegatiming.com. 25 juli 2017. Arkiverad från originalet den 9 oktober 2018. https://web.archive.org/web/20181009163106/http://www.omegatiming.com/File/Download?id=000111010A0203EC04FFFFFFFFFFFF01. Läst 2 april 2020.
16. ↑  ”17th FINA World Championships Women's 50m Breaststroke Final Results”. omegatiming.com. 30 juli 2017. Arkiverad från originalet den 30 juli 2017. https://web.archive.org/web/20170730233625/http://www.omegatiming.com/File/Download?id=000111010A0203EB04FFFFFFFFFFFF01. Läst 2 april 2020.